# Felix Charin
Felix Charin (Neustrelitz, 22 de agosto de 1985) es un director, productor y guionista alemán de ascendencia rusa. Cuenta con una dilatada carrera como cortometrajista y productor de series de televisión.[¿cuál?]

## Carrera
Graduado en 2012 la Universidad de Televisión y Cine de Múnich, su trabajo de diplomatura fue el cortometraje Leben Lassen, proagonizado por un enfermero geriátrico ruso que atiende a un paciente de 89 años con demencia y pasado nazi. El corto, que Charin dirigió, escribió y coprodujo, ganó el Premio Kodak Eastman en el Festival Internacional de Cine de Hof y fue nominado al Premio Alemán de Cortometraje y a los Premios Primeros Pasos. Debutó en los largometrajes en 2016 con la película Therapy, que dirigió y escribió, inspirada por sus experiencias en sus muchos años de voluntariado en reformatorios de Berlín. Se estrenó en el Festival Internacional de Cine de Shanghái.
En 2018, fue cogionista de la serie de Netflix How to Sell Drugs Online (Fast) en su segunda temporada. En 2021, año particularmente prolífico, lo fue de otro producto de Netflix, Life's a Glitch. El mismo año dirigió el filme Krass Klassenfahrt – Der Kinofilm, basado en la popular serie web alemana.
Charin dirige la productora GRIM, concebida para producir cortometrajes de crítica social. Uno de ellos fue el corto Take off your clothes, que lanzó en YouTube con un 3,9 millones de visualizaciones. También dirigió el corto de terror Lovemaking of Trolls, en el que él mismo interpretó el papel principal, ganando el premio a mejor guión en el Festival de Cine Europeo de Puerto Rico y el Premio Arrepío en el Galician Freaky Film Festival de España.